# Ostrowik (powiat otwocki)
Ostrowik – wieś sołecka w Polsce położona w województwie mazowieckim, w powiecie otwockim, w gminie Celestynów. 
| SIMC    | Nazwa   | Rodzaj    |
| ------- | ------- | --------- |
| 0000968 | Wandzin | część wsi |

Pierwsze informacje na temat Ostrowika pochodzą z roku 1827 wieś ma wtedy dwa domy i 19 mieszkańców.
W latach 1975–1998 miejscowość należała administracyjnie do województwa warszawskiego.
Od 1973 roku w Ostrowiku funkcjonuje Północne Obserwatorium Astronomiczne Uniwersytetu Warszawskiego.
W sierpniu 2025 roku nadano nazwy ulicom w Ostrowiku. Większość nazw odnosi się do astronomii.